# Бахт-Хан
Бахт-Хан (1797 — 13 мая 1859) — главнокомандующий индийскими повстанческими силами в районе Дели во время Индийского восстания 1857 года против Ост-Индской компании.

## Биография
Бахт-Хан родился в Биджноре. Был пуштуном, связанным с семьей рохильского вождя Набжиба уль-Даулы из ветви племени юсуфзаев. Он родился в Биджноре в Рохилкханде и позднее стал субедаром в армии Ост-Индской компании, получив сорокалетний опыт службы в бенгальской конной артиллерии и участвовал в Первой англо-афганской войне (1839—1842).
До Восстания сипаев Бахт-Хан был хорошо известен ряду британских офицеров, в том числе и тем, кто служил против него во время осады Дели в 1857 году. Один полковник описал его как «очень умного человека», который «очень любил английское общество».

## Восстание
Индийское восстание 1857 года началось, когда группа сипаев выступила против введения винтовочных патронов, которые якобы смазывались свиным жиром. Это оскорбило мусульманских солдат, потому что им не разрешается есть мясо свиньи в исламе, а также это оскорбило вегетарианских индийских солдат. Восстание против британского владычества быстро распространилось в окрестностях Дели.
С началом мятежа в Барели субедар Бахт-Хан был провозглашен сипаями, участвовавшими в нем, генералом. Когда Бахт-Хан услышал о восстании в Мератхе, он решил выступить на Дели, чтобы поддержать армию могольского императора Бахадур-Шаха Зафара. К тому времени, когда 1 июля 1857 года Бахт-Хан прибыл в Дели с большим числом рохильских сипаев, город уже был захвачен повстанческими силами, и могольский правитель Бахадур-Шах Зафар был провозглашен императором Индии. Бригада Барели во главе с Бахт-Ханом включала четыре полка бенгальской местной пехоты, один кавалерийский и артиллерийскую батарею. Появление этого значительного подкрепления, шедшего в полном порядке, встревожило британцев, осаждавших Дели, и впечатлило Бахадур-Шаха Зафара. Бахт и его офицеры были быстро вызваны на встречу с императором.
Старший сын императора, Мирза Могол, также известный как Мирза Захир уд-Дин был удостоен звания главного военачальника, но этот принц не имел военного опыта. Недавно восстановленная династия Великих Моголов столкнулась с проблемами грабежей и недисциплинированности среди сипаев, уже находившихся в городе. Это был момент, когда Бахт-Хан вместе со своими войсками прибыл в Дели. С его приходом положение руководства действительно улучшилось. Административные способности Бахт-Хана быстро стали очевидны, и император Бахадур-Хах Зафар дал ему фактическую власть и титул «Сахиб-и-Алам Бахадур». Хан фактически командовал войсками сипаев, хотя главнокомандующим все еще оставался принц Мирза Захир уд-Дин.
Бахт-Хан столкнулся со многими проблемами, которые требовали его немедленного внимания. В первую очередь это была финансовая проблема, для ее решения он получил от императора полномочия по сбору налогов. Вторая проблема была связана с материально-техническим обеспечением, которое становилось все более и более острой с течением времени и еще более острой, когда британские войска атаковали город в сентябре 1857 года. У англичан было много шпионов и агентов в городе, и они постоянно давили на Бахадур-Шаха, чтобы он сдался. Ситуация вокруг Дели продолжала стремительно ухудшаться. Руководство Бахт-Хана не смогло компенсировать повстанцам недостаток организации, снабжения и военной мощи. Дели был осажден 8 июня 1857 года. 14 сентября британцы напали на кашмирские ворота, и Бахадур-Шах Зафар бежал в Мавзолей Хумаюна, прежде чем сдаться британцам против просьб Бахт-Хана, 20 сентября 1857 года. Император Бахадур-Шах Зафар был арестован, а могольские принцы, замешанные в резне британских мирных жителей, расстреляны.
Сам Бахт-Хан покинул Дели и присоединился к повстанческим силам в Лакхнау и Шахджаханпуре. Позднее последний могольский император Бахадур Шах Зафар был судим по обвинению в государственной измене и сослан англичанами в Рангун (Бирма), где он скончался в 1862 год.

## Смерть
1859 года Бахт-Хан был смертельно ранен и скончался в Тераи, Непал..